# Saint-Hilaire-de-Chaléons
Saint-Hilaire-de-Chaléons település Franciaországban, Loire-Atlantique megyében. Lakosainak száma 2376 fő (2022. január 1.). Saint-Hilaire-de-Chaléons Chaumes-en-Retz, Villeneuve-en-Retz, Pornic, Port-Saint-Père, Rouans és Sainte-Pazanne községekkel határos.

## Népesség
A település népessége az elmúlt években az alábbi módon változott:
| Lakosok száma | 1311 | 1362 | 1333 | 1791 | 2136 | 2235 | 2287 | 2322 | 2336 | 2376 |
|               | 1968 | 1982 | 1990 | 2006 | 2013 | 2015 | 2017 | 2019 | 2020 | 2022 |